# Aslı Erdoğan
Aslı Erdoğan (Istanbul, 8 marzo 1967) è una scrittrice, giornalista e attivista turca per i diritti umani.

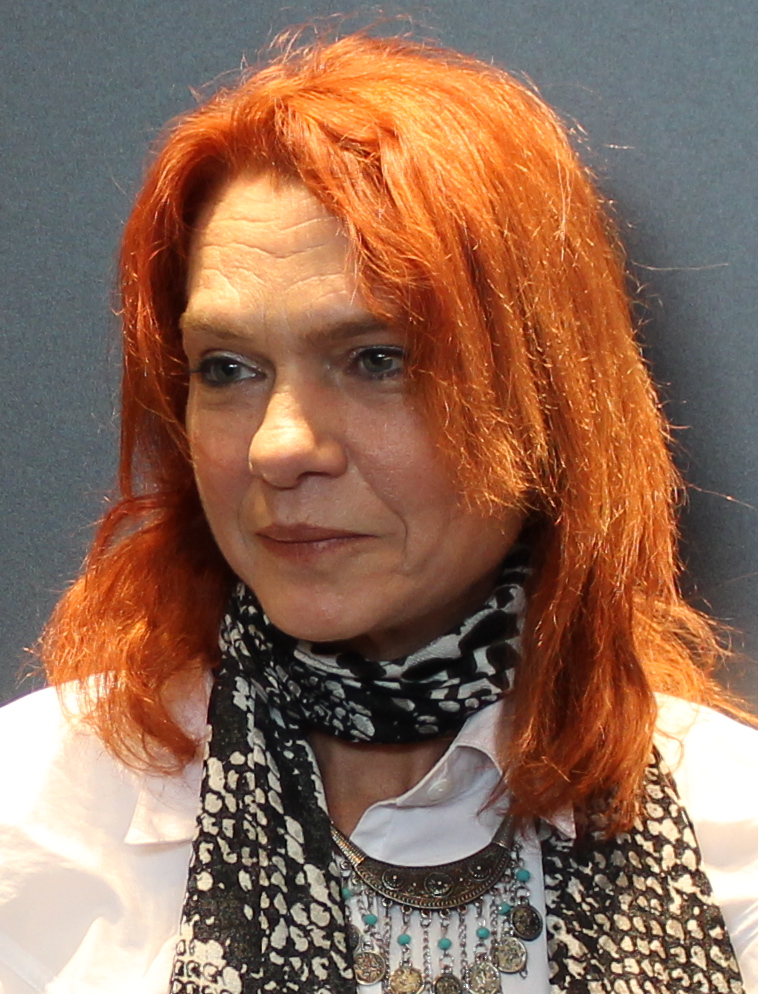
Aslı Erdoğan (2017)

Ha ricevuto numerosi riconoscimenti all'estero e i suoi romanzi sono stati tradotti in oltre dieci lingue, tra cui inglese, francese, tedesco, italiano, svedese, norvegese, arabo e bosniaco. È ritenuta una delle più importanti scrittrici della letteratura turca.
Il 16 agosto 2016, dopo il fallito colpo di stato militare, è stata arrestata con altri 22 giornalisti del quotidiano filo curdo Özgür Gündem con l'accusa di "propaganda terroristica", "appartenenza a un’organizzazione terrorista" e "incitazione al disordine".

## Biografia

### Primi anni
Nata a Istanbul da genitori che conobbero la detenzione e la tortura durante i colpi di stato del 1980 e 1990, si diploma al Robert College nel 1983 e si laurea in fisica all'Università Boğaziçi nel 1989. Prosegue i suoi studi di fisica nucleare al CERN di Ginevra dal 1991 al 1992, occupandosi in particolare dello studio del bosone di Higgs. Questo periodo sarà da lei successivamente ricordato come un'esperienza difficile, così descritta: "Avevo solo 24 anni, ero l'unica donna, l'unica donna turca in una squadra di uomini di lingua francese. Le donne costituivano una piccola minoranza ed erano relegate in secondo piano; al CERN la rivalità, l'aggressività era insopportabile. Si arrivava lì credendo di trovare Einstein e Heisenberg, e invece quello che si incontrava erano uomini d'affari e politicanti, carrieristi che pensavano solo al successo personale; è stata dura."
Nello stesso periodo in cui studia per il conseguimento del Master a Ginevra, scrive la prima raccolta di racconti, Mucizevi mandarin, che verrà pubblicata 5 anni più tardi, nel 1996.
Nel 1993, di ritorno in Turchia, lavora come assistente presso l'Università di Istanbul e scrive in due mesi il suo primo romanzo Kabuk Adam (The shell man), prima di partire per il Brasile per svolgere un dottorato di studio. Il libro verrà pubblicato un anno dopo, quando già si trova a Rio de Janeiro. Dirà di seguito in un'intervista di essersi pentita di averlo scritto così in fretta, rovinando un "grande soggetto". Il libro racconta una relazione appassionata tra un assassino, un afrocaraibico, e una donna bianca, nel passato vittima di uno stupro. Dirà l'autrice: "Io definisco questo romanzo come una partita a scacchi tra i due protagonisti."
Durante i due anni di studio trascorsi in Sud America, a contatto con la foresta amazzonica matura l'interesse per l'antropologia.
Nel 1996 fa ritorno in Turchia, dove riprende il lavoro di assistente universitaria. Pochi mesi dopo l'uscita della sua raccolta di racconti Mucizevi Mandarin, scritta quando lavorava al CERN di Ginevra, decide di dedicarsi completamente all'attività letteraria e giornalistica.
Nel 1998 pubblica il suo secondo romanzo, Kırmızı Pelerinli Kent (1998, La città dal mantello rosso), ambientato in Brasile, che diventerà un libro di culto tradotto in tutto il mondo.
Oltre ad essersi dedicata all'attività scientifica, Asli ha sperimentato diverse attività: ballerina, insegnante di inglese, traduttrice, scrittrice di articoli di viaggio per una rivista di geografia, conduttrice di programmi radiofonici di musica classica, volontaria in progetti dedicati ai bambini di strada e alle famiglie di carcerati, conferenziera su vari argomenti, specie letteratura e mitologia. È stata attivista per i diritti umani dal 1993 e per questo fatta oggetto di indagini e persecuzioni. Ha più volte perso il lavoro nei giornali presso cui svolgeva l'attività di giornalista e la paura dell'arresto l'ha più volte indotta a trasferirsi all'estero per alcuni mesi.
È stata una dei fondatori del Díyarbakir Sant Merkezí (DSM) Diyarbakir Arts Center, il primo centro di arte e cultura a Diyarbakir.

### Carriera di scrittrice
Nel 1990 il suo primo racconto Son Elveda (Ultimo addio) vince il terzo premio nel Concorso di scrittura Yunus Nadi, il fondatore nel 1923 del quotidiano kemalista Cumhuriyet. Il suo primo romanzo Kabuk Adam viene pubblicato nel 1994, seguito nel 1996 dalla serie di racconti Mucizevi Mandarin (trad. it. Il mandarino meraviglioso).
Acquista l'attenzione dei critici vincendo nel 1997 il premio Deutsche Welle con Tahta Kuşlar (Gli uccelli di legno) selezionato da una giuria internazionale fra 830 racconti e tradotto in 9 lingue. Raggiunge la notorietà nel 1998 con il secondo romanzo Kirmizi Pelerinli Kent (La città dal mantello rosso), ambientato a Rio de Janeiro. Il libro riceverà numerosi riconoscimenti all'estero e sarà ben recensito in Turchia, Europa e Stati Uniti, con oltre 200 articoli.
Dal 1998 al 2000 rappresenta la Turchia al PEN International. Dal 1998 al 2010, con alcuni anni di interruzione, è collaboratrice del quotidiano turco di sinistra Radikal, dove cura una rubrica che tratta argomenti considerati tabù come la violenza di stato, le torture, la questione curda, i diritti delle donne. Nel 2003, dopo un soggiorno in Francia, di ritorno in Turchia inizia la sua collaborazione al quotidiano filo-curdo Özgür Gündem. I suoi articoli e saggi saranno successivamente raccolti e pubblicati nei libri Bir Yolculuk Ne Zaman Biter (2000, Quando il viaggio si conclude), Bir Delinin Güncesi (Denemeler - I) (2006, Il diario di un pazzo), Bir Kez Daha (Denemeler - II) (2006, Un'altra volta).
Nel 2005 la rivista letteraria francese Lire la annovera fra i "50 scrittori del futuro", classificando il suo lavoro come un classico contemporaneo.
Dopo sette anni di silenzio, durante i quali la sua attività di giornalista in un periodico curdo le causerà la perdita di molti suoi ammiratori, nel 2005 pubblica un libro di prosa poetica, Hayatın Sessizliğinde ("Il silenzio della vita"), che prende ispirazione dalla poesia egiziana ed antica, dalle sacre scritture indù e dai libri dei santi. Il libro sarà scelto come "Libro dell'anno" dal Dünya Media group. Da quest'opera verrà realizzata una piece teatrale interpretata dall'attrice turca Serra Yilmaz al Piccolo Teatro di Milano.
Nel 2009 pubblica il suo ultimo romanzo Taş Bina ve Diğerleri (trad. fr.: Le Bâtiment de pierre, 2013), un libro allegorico in cui descrive con lirismo e poesia l'universo carcerario turco. L'opera, che riceverà in Turchia il prestigioso premio letterario Sait Faik, vuole essere un omaggio a tutte le persone imprigionate e torturate durante il colpo di stato del 1980.
Da dicembre 2011 a maggio 2012 è a Zurigo come "writer in residence", su invito del Literaturhaus di Zurigo e della Fondazione PWG, e successivamente soggiornerà a Cracovia, in Polonia. Nel 2010 il regista Osman Okkan le dedica una puntata del documentario "Paesaggi umani: sei scrittori turchi".
Sostenitrice della causa curda, denuncia gli abusi di cui sono oggetto i curdi nella Turchia orientale, e nel 2014 partecipa a una marcia di scrittori sul confine turco-siriano, durante l'assedio di Kobanê da parte delle forze dello Stato islamico.

#### Temi
Fra i temi della prosa poetica di Aslı Erdoğan ricorrono il dualismo fra arte e scienza, il passato come orizzonte temporale che domina i sentimenti e le azioni dei personaggi, il senso di spaesamento (Rio de Janeiro in Kırmızı Pelerinli Kent e Istanbul in Il mandarino meraviglioso sono trappole inquietanti e violente, Ginevra è un luogo finto) accompagnato da una dimensione di estraneità interiore; la morte come purificazione, il senso di perdita, l'emigrazione, la violenza, la follia, la solitudine, il dolore e le ferite.
Dirà l'autrice: "Per me la letteratura è l'arte di parlare la lingua delle ferite." I suoi personaggi sono spesso segnati da cicatrici o menomazioni fisiche (la protagonista del primo racconto de Il mandarino meraviglioso ha un solo occhio), o da ferite emotive. Vivono la violenza nel corpo e nell'anima senza mai interrogarla. Asli Erdogan si limita a registrarla, non dà risposta alle domande che possono sorgere; lo stile asseconda questa frammentazione emotiva sospendendo i confini fra realtà, sogno e finzione.
Nessuno dei suoi lavori può essere classificato solamente come un racconto o un romanzo o una poesia. L'autrice viaggia fra i diversi generi letterari. In un'intervista ha affermato: "Per me la scrittura è un viaggio verso l'immortalità e anche verso una morte assoluta. Si può andare lontani da te stessi, e, allo stesso tempo, si può arrivare di nuovo a se stessi. La scrittura è un viaggio in questo cerchio".

### Carcere
Asli Erdogan dopo il fallito colpo di stato del 15 luglio in Turchia è stata fermata dalla polizia durante l'assalto delle forze dell'ordine al giornale Özgür Gündem il 16 agosto 2016, e successivamente arrestata con altri 20 membri della redazione del giornale. Il suo arresto è stato convalidato con l'accusa di aver fatto propaganda a favore di un' "organizzazione terroristica", il Partito dei Lavoratori del Kurdistan (PKK).
Nella settimana dal 20 al 24 settembre 2016, come forma di protesta contro l'arresto di Asli Erdogan, si è svolta in Italia l'iniziativa "Scrittura libera" che ha coinvolto numerose librerie nella lettura pubblica di brani tratti da Il mandarino meraviglioso.
Nel mese di settembre 2016 PEN Svezia le ha assegnato il Premio Tucholsky, un riconoscimento agli scrittori che combattono per la libertà di pensiero e di espressione.
Asli Erdogan è stata scarcerata il 29 dicembre 2016 per ordine di un tribunale di Istanbul dopo essere comparsa in aula nello stesso giorno per rispondere all'accusa di "attività terroristiche".

## Opere
- Kabuk Adam (1994), The shell man
- Mucizevi Mandarin (1996), trad. it. Il mandarino meraviglioso, Keller, 2004; trad. ted.: Der wundersame Mandarin, Galata, 2008; trad. sved.: Den mirakulöse mandarinen, 2008
- Kırmızı Pelerinli Kent (1998), trad. it.: La città dal mantello rosso, Garzanti, 2020; trad. fr.: La ville dont la cape est rouge, Actes Sud, 2003 ; trad. norv.: Byen med den røde kappa, 2004; trad. ingl.: The City in Crimson Cloak, Soft Skull Press, 2007; trad. ted.: Die Stadt mit der roten Pelerine, Unionsverl., 2008; trad. araba: al-Madinah dhat al-ʻabāʼah al-qarmazīyyah, 2008; trad. sved.: Staden i den röda kappan, 2011
- Bir Yolculuk Ne Zaman Biter (2000) (Gazete Yazıları)
- Absürd öyküler (2003)
- Hayatın Sessizliğinde (2005)
- Bir Delinin Güncesi (Denemeler - I) (2006)
- Bir Kez Daha (Denemeler - II) (2006)
- Taş Bina ve Diğerleri (2009) (Öykü), trad. fr.: Le Bâtiment de pierre, Actes Sud, 2012; trad. sved.: Stenbyggnaden, 2012
- Sabah ziyaretçisi, Tahta kuslar, Mahpus, Geçmiş ülkesinden bir konuk, Bir delinin güncesi, trad. fr.: Les oiseaux de bois, Actes Sud, 2009
- Gecede sana sesleniyorum=Je t'interpelle dans la nuit (2009), ediz. bilingue, Maison des écrivains étrangers et des traducteurs, 2009

### Traduzioni italiane
Nel 2024 Tamu Edizione,  Tutte le ore e nessuna (Tit.orig. Hayatın Sessizliğinde, 2005), tradotta da Giulia Ansaldo.
Nel 2014 l'editore Keller ha pubblicato la raccolta di racconti  Il mandarino meraviglioso (archiviato dall'url originale il 28 gennaio 2017) (Tit.orig. Mucizevi Mandarin, 1996), tradotta da Giulia Ansaldo.
Nel 2017 Garanti ha pubblicato " Neppure il silenzio è più tuo", una raccolta di scritti letterari su argomenti d'attualità e cronaca, in parte pubblicati in Turchia sul quotidiano Özgür Gündem di cui è stata membro del comitato editoriale e per cui è stata arrestata nell'agosto del 2016. Rilasciata dopo 4 mesi è stata scagionata da ogni accusa il 14 febbraio 2020.
A marzo 2020 Garzanti pubblica " La città dal mantello rosso", romanzo del 1998 che racconta una Rio de Janeiro violenta e straordinaria, dal punto di vista di una trentenne turca, giunta nella megalopoli carioca come ricercatrice e accademica, scopertasi scrittrice.